# Margarete von Schwarzkopf
Margarete von Schwarzkopf, geb. Prinzessin zu Löwenstein-Wertheim-Freudenberg (* 1948 in Wertheim) ist eine deutsche Journalistin, Autorin, Redakteurin und Moderatorin.

## Leben
Margarete von Schwarzkopf wurde als Tochter von Helga-Maria Schuylenburg und des Politikers und Schriftstellers Hubertus Prinz zu Löwenstein-Wertheim-Freudenberg geboren. Nach ihrem Anglistik- und Geschichtsstudium in Bonn und Freiburg arbeitete von Schwarzkopf als Dokumentarin bei der Katholischen Nachrichtenagentur und als Feuilletonredakteurin bei der Tageszeitung Die Welt. Von 1984 bis 2014 war sie Redakteurin für Literatur und Film beim Norddeutschen Rundfunk Hannover. Dort betreute sie unter anderem eine eigene wöchentliche Büchersendung. Seit 2014 arbeitet sie als freie Journalistin, Autorin und Moderatorin.
Von Schwarzkopf ist verheiratet und hat sechs Kinder. Sie lebt in Köln und Hannover.
Sie ist Mitglied verschiedener Literaturjurys, moderiert zahlreiche Literaturveranstaltungen und schreibt Bücher, darunter die 2017 begonnene Krimireihe über die Kunsthistorikerin Anna Bentorp.

## Werke
- mit Claus Oliv: Pyramiden und Mumien. Ein Jugendbuch von Pelikan. Pelikan, Hannover 1981, ISBN 3-8144-1020-3.
- mit Erhard Dietl: Sterne und Planeten. Ein Jugendbuch von Pelikan. Pelikan, Hannover 1981, ISBN 3-8144-1020-3.
- mit Detlef Kersten: Entdeckungen und Erfindungen. Ein Jugendbuch von Pelikan. Pelikan, Hannover 1981, ISBN 3-8144-1020-3.
- mit Renate Jurisch und Uta Schmitt: Ferienspass an der deutschen See. Tips für den Urlaub mit der ganzen Familie. Ein Reiseführer von Pelikan. Pelikan, Hannover [1982], ISBN 3-8144-0312-6.
- (als Hrsg.:) Das grosse Buch der schönsten Legenden. Thienemann, Stuttgart 1982, ISBN 3-522-13470-2.
- mit Claus Oliv: Urmenschen und Neandertaler. Pelikan, Hannover 1982, ISBN 3-8144-1021-1.
- mit Erhard Dietl: Seeräuber und Piraten. Pelikan, Hannover 1982, ISBN 3-8144-1021-1.
- mit Erhard Dietl: Kurioses aus der Geschichte. Pelikan, Hannover 1982, ISBN 3-8144-1021-1.
- (Bearbeitung): Das Filmbuch Momo. Thienemann, Stuttgart und Wien 1986, ISBN 3-522-16310-9.
- (Mitarbeit:) Der Bayerische Filmpreis. '85, '86, '87. Hrsg.: Bayerisches Staatsministerium für Wissenschaft und Kunst. Olzog, München 1988, ISBN 3-7892-7390-2.
- Schokolade. Köstlichkeiten von Trüffel, Mousse und Praliné.  Ein literarisches Handbuch. Hoffmann und Campe, Hamburg 2006, ISBN 3-455-40021-3.
- (als Hrsg.:) Sonntagsgedichte. Die schönsten Gedichte für alle Jahres- und Lebenszeiten. Schlütersche, Hannover 2007, ISBN 978-3-89993-725-1.
- Das Schwert des römischen Verräters. Droste, Düsseldorf 2010, ISBN 978-3-7700-1364-7.
- Richard Löwenherz und die Schatten von Köln. Droste, Düsseldorf 2011, ISBN 978-3-7700-1436-1.
- Der Traum vom Weltreich. Geschichte und Geschichten zur Personalunion Hannover-England, 1714 bis 1837. Zu Klampen, Springe 2014, ISBN 978-3-86674-233-8.
- Der Moormann. Emons-Verlag. Köln 2017, ISBN 978-3-7408-0215-8.
- Schattenhöhle. Emons-Verlag, Köln 2018, ISBN 978-3-7408-0440-4.
- Der Fluch der Kelten. Emons-Verlag, Köln 2019, ISBN 978-3-7408-0688-0.-
- Der Meister und der Mörder. Emons-Verlag, Köln 2020, ISBN 978-3-7408-0958-4.
- Das doppelte Grab. Emons-Verlag, Köln 2021. ISBN 978-3-7408-1237-9.
- Das Geheimnis des dunklen Hauses. Emons-Verlag, Köln 2022, ISBN 978-3-7408-1575-2
- Der Stein des Todes. Emons-Verlag, Köln 2023, ISBN 978-3-7408-1952-1.
- Der Tote im Vulkan. Emons-Verlag, Köln 2024, ISBN 978-3-7408-2257-6.